# Place Beauvoisine
La place Beauvoisine est une voie publique de la commune française de Rouen.

## Situation et accès
Cette place est située sur la rive droite de la Seine. Le boulevard de l'Yser la traverse.
La place est desservie par la station souterraine de tramway Beauvoisine.

## Origine du nom
Place permettant d'aller vers la ville de Beauvais ou le pays de Beauvoisis.

## Historique
La place est située à l'emplacement des anciens fossés.

## Bâtiments remarquables et lieux de mémoire
- no 22 : Studio photographique de Bernard Lefebvre dit Ellebé.
- no 28 : le dompteur François Bidel (1839-1909) y est né.